# Ямалтрансстрой
ОАО «Ямалтрансстрой» — российская строительная компания, генеральный подрядчик «Газпрома» по строительству и эксплуатации железнодорожной магистрали на Ямале к Бованенковскому, Харасавэйскому и Новопортовскому месторождениям.
Главный офис — в Москве, филиал компании — в Лабытнанги.

## История
В 1985 году основано строительно-монтажное объединение «Ямалтрансстрой» с целью строительства железных дорог на крайнем севере Западной Сибири.
В 1986 году началось строительство железнодорожной магистрали Обская — Бованенково протяжённостью 509 км к газоконденсатному месторождения у мыса Харасавэй. Дорога полностью проходит за Полярным кругом в условиях вечной мерзлоты, является одним из сложнейших железнодорожных магистралей по геологическим, климатическим и природным условиям.
В 1992 году предприятие акционировано.
В 2009 году компания завершила возведение 4-х километрового мостового перехода через реку Юрибей (334 км трассы) — одного из сложнейших инженерных объектов в Заполярье.
К 2010-2011 году магистраль практически завершена, и доходы компании упали вдвое, сократившись до 9,4 млрд руб. в 2010 году.

## Собственники и руководство
В 1992 году генеральным директором ПСМО «Ямалтрансстрой» избран начальник производственного строительно-монтажного объединения Владимир Нак. В апреле 1997 года генеральным директором ОАО «Ямалтрансстрой» стал его сын Игорь Нак.
По состоянию на конец 2011 года около 82 % компании контролируется структурами Игоря Нака, велись переговоры о продаже доли Нака «Стройгазконсалтингу» Зияда Манасира.